# La Résurrection de Lazare (de Champaigne)
Pour les articles homonymes, voir La Résurrection de Lazare.
La Résurrection de Lazare est un tableau réalisé en 1633 par le peintre français Philippe de Champaigne. Cette peinture à l'huile sur toile de 384 × 302 cm est une peinture chrétienne qui représente la résurrection de Lazare par le Christ sous le regard de plusieurs témoins. L'œuvre est actuellement conservée au musée de Grenoble, dans la région Auvergne-Rhône-Alpes, en France. 

## Historique

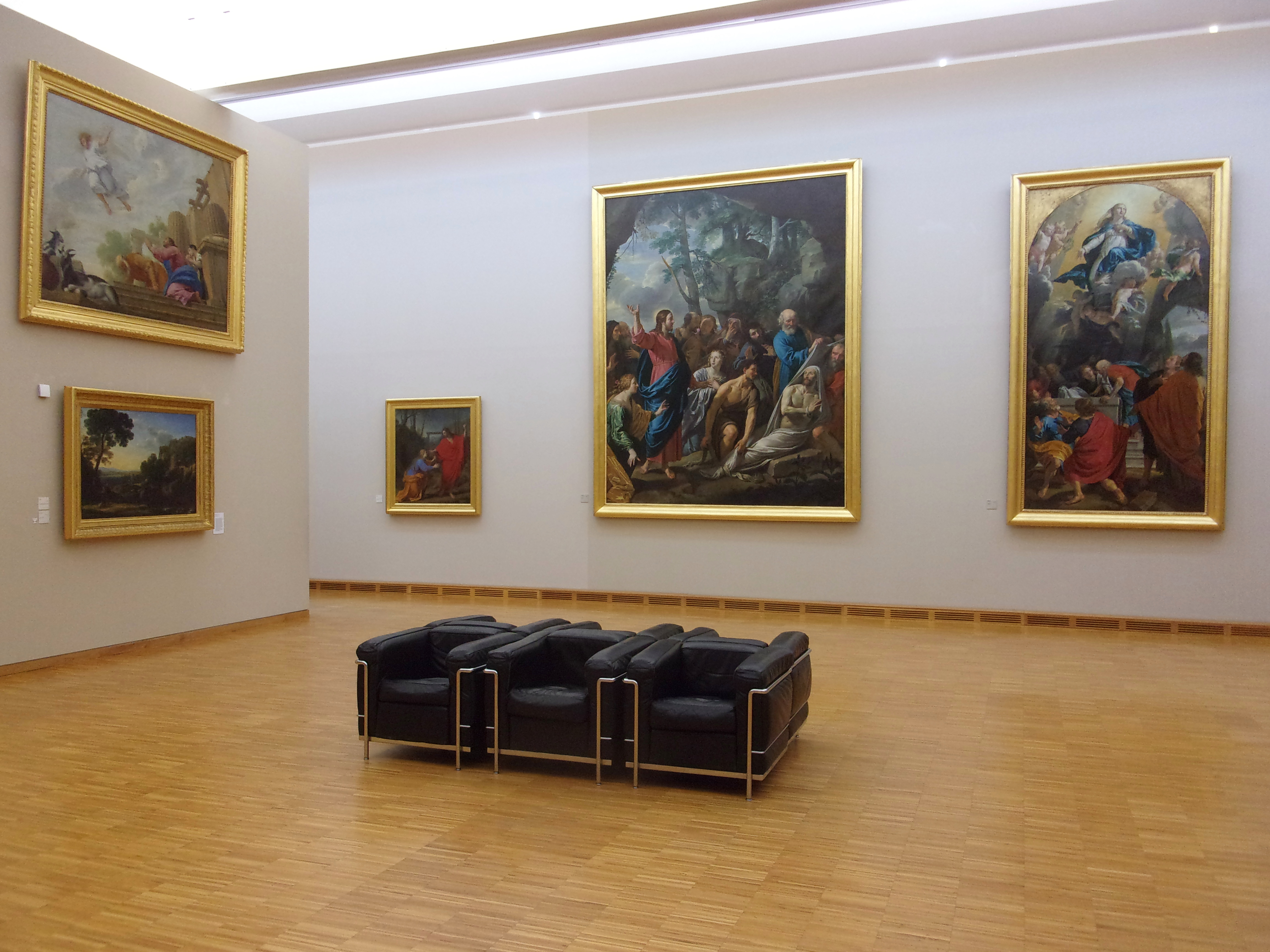
Salle du musée de Grenoble où est exposé ce tableau.

Le tableau a été peint pour être installé dans l'église du Carmel de l'Annonciation, situé rue Saint-Jacques à Paris. Il est en dépôt de l'État depuis 1799. En raison de ses dimensions, ce tableau était certainement accroché dans la nef du carmel.
Ce tableau est exposé dans le musée de Grenoble, près de L'Assomption, une autre œuvre de Philippe de Champaigne.

## Description
Vue depuis l'entrée de la grotte du tombeau, Jésus, dans une robe rouge et portant une cape bleue, lève un bras proférant l'injonction envoyée à Lazare. Ce dernier, encore enveloppé du suaire qu'on dévoile, apparaît à mi-corps, allongé et délivré de ses liens aux pieds par un autre protagoniste de la scène. D'autres personnages derrière le Christ assistent à la scène avec deux femmes agenouillées de part et d'autre du Christ, Marie et Marthe, les sœurs du défunt. Tous témoignent par leurs expressions du miracle qui s'opère sur un fond de rochers et de végétation et d'un ciel nuageux.
Pendant de L'Assomption, pourvu d'un encadrement au haut cintré, c'est ici le haut de l'entrée de la grotte représenté qui simule artistiquement le cintre.

## Sujet iconographique
Ce tableau présente un épisode du Nouveau Testament, la « Résurrection de Lazare, »  un des miracles effectué par Jésus rapporté par l'Évangile selon Jean (Jn 11:1–44).
Selon le récit biblique Lazare est mort et enterré depuis quatre jours et Jésus est profondément ému à la vue du chagrin de Marthe, la sœur de Lazare, sa famille et de ses proches. Jésus demande que la pierre de la tombe soit enlevée puis, ce fait accompli, il demande alors à haute voix à Lazare de sortir. Celui-ci s'exécute et se lève, les mains et les pieds enveloppés de bandes de lin et d'un chiffon autour du visage. Jésus demande alors de le délier et de le laisser aller.

## Exposition
- Philippe de Champaigne, entre politique et dévotion : Lille (France), Palais des Beaux-Arts de Lille, 27 avril 2007-15 août 2007 et Genève (Suisse), Musée Rath, 22 septembre 2007-13 janvier 2008.